# Szilvásvárad, Heves
Szilvásvárad  este un sat în districtul Bélapátfalva, județul Heves, Ungaria, având o populație de 1.817 locuitori (2011). 
În apropiere se află Parcul Național Bükk, inclus în Baza de date mondială privind ariile protejate a Programului Națiunilor Unite pentru Mediu⁠(d).

## Demografie
Componența etnică a satului Szilvásvárad
     Maghiari (97,21%)
     Romi (1,25%)
     Necunoscut (0,22%)
     Alții (1,32%)
Componența confesională a satului Szilvásvárad
     Reformați (26,03%)
     Romano-catolici (23,67%)
     Fără religie (10,79%)
     Necunoscută (37,92%)
     Alte religii (2,15%)
Conform recensământului din 2011, satul Szilvásvárad avea 1.817 locuitori. Din punct de vedere etnic, majoritatea locuitorilor (97,21%) erau maghiari, cu o minoritate de romi (1,25%). Apartenența etnică nu este cunoscută în cazul a 0,22% din locuitori. Nu există o religie majoritară, locuitorii fiind reformați (26,03%), romano-catolici (23,67%) și persoane fără religie (10,79%). Pentru 37,92% din locuitori nu este cunoscută apartenența confesională.